# Reform Club
Reform Club (též Reformní klub) je soukromý klub sídlící v Londýně na adrese Pall Mall 104. Sídlo klubu bylo otevřeno roku 1841 a projektoval je Charles Barry podle vzoru římského paláce Farnese. Budova je zařazena na seznam Listed building stupně I.
Klub založil 5. května 1836 poslanec za stranu whigů Edward Ellice. Sdružoval příznivce liberalismu a byl pojmenován na počest Reformního zákona. Působil zde vyhlášený šéfkuchař Alexis Soyer. Klubová knihovna obsahuje více než padesát tisíc svazků. Ve dvacátém století klub ztratil vyhraněné politické zaměření a stal se místem setkávání celebrit. Členství bylo původně vyhrazeno mužům, ženy začal Reform Club přijímat v roce 1981. Počet aktivních členů je okolo 2700 osob, roční příspěvek činí 1344 liber šterlinků.
Známými členy byli Arthur Conan Doyle, Herbert Henry Asquith, Herbert George Wells, David Attenborough, Hilaire Belloc, Henri Cartier-Bresson a Arnold Bennett. Siegfried Sassoon zde napsal báseň Lines Written at the Reform Club. Odehrávají se zde také úvodní kapitoly verneovky Cesta kolem světa za osmdesát dní, hlavní protagonista knihy Phileas Fogg byl členem Reformního klubu. Michael Palin proto v klubu odstartoval v roce 1989 svoji cestu kolem světa, kterou zachytil dokumentární film stanice BBC. V budově klubu se natáčely filmy Dnes neumírej, Miss Potter, Sherlock Holmes a Paddington a televizní seriál Bridgertonovi.